# 蒙捷 (密蘇里州)
蒙捷（英語：Montier）是位於美國密蘇里州香農縣的普查規定居民點。

## 歷史
蒙捷的郵局自1889年營運至今。

## 人口
根據2020年美國人口普查的數據，蒙捷的面積為2.56平方千米，皆為陸地。當地共有人口49人，而人口密度為每平方千米19.14人。